# BandLab
BandLab – darmowe narzędzie do cyfrowej stacji roboczej audio (DAW) online firmy BandLab Technologies z funkcjami mediów społecznościowych i funkcjami dystrybucji do wspólnego tworzenia muzyki, udostępniania jej i sprzedawania. Może być również używane w sposób niewspółpracujący. Może działać na wielu różnych platformach w przeglądarce internetowej lub z samodzielną aplikacją, dostępną na systemy iOS i Android. W styczniu 2023 r. BandLab miał 60 milionów twórców.

## Cechy
BandLab to aplikacja do produkcji muzyki dla początkujących, umożliwiająca tworzenie utworów w różnych gatunkach.
- Darmowe efekty Audio & Vocal Preset, pozwalające użytkownikom zmieniać dźwięki wokali i innych dźwięków ścieżki audio, na przykład bas Funk z lat 70. lub wokale z autotune brzmiące jak roboty i inne dźwięki charakterystyczne dla danego gatunku. Ustawienia wstępne ładują i edytują darmowe efekty, które są dołączone do BandLab, konfigurując je do określonych ustawień w celu uzyskania wybranego dźwięku[5][6][7].
- BandLab oferuje bezpłatną korekcję wysokości dźwięku wokalu, darmowy automat perkusyjny, sampler, syntezatory, symulacje wzmacniaczy gitarowych, gotowe ustawienia efektów pogłosu itd. W gotowych ustawieniach BandLab używane są efekty, do których każdy ma bezpłatny dostęp[8].
- Bezpłatne masterowanie miksów z możliwością wyboru brzmienia, np. szumu taśmy.
- Bezpłatny hosting utworów muzycznych, podobny do Soundcloud.
- Próbki wolne od opłat licencyjnych

## Historia
W 2016 roku BandLab przejął firmę muzyczną Composr i przekształcił ją w platformę BandLab, jednocześnie przenosząc pracowników do BandLab. W 2022 roku Mix Online poinformował, że BandLab DAW pozyskał 65 milionów dolarów finansowania na rozbudowę.
Platforma BandLab sponsorowała nagrody NME 2022, które nosiły tytuł „The BandLab NME Awards 2022”. W 2023 roku Luh Tyler ujawnił magazynowi Rolling Stone, że utwór „Back Flippin’” został nagrany i stworzony w BandLab. W styczniu 2024 roku d4vd udzielił wywiadu magazynowi Rolling Stone, w którym ujawnił, że jego wczesne utwory powstały w BandLab.

## Artyści, którzy pojawili się na BandLab
Z BandLab korzysta wiele osób, w tym raperzy, muzycy i inni artyści
- Luh Tyler: 17-letni raper z Florydy, który zrobił viralowe hity na BandLab. Obecnie podpisał kontrakt z Atlantic Records[14]
- Steve Lacy: Artysta nagrodzony nagrodą Grammy, który pisał i produkował piosenki dla największych artystów[14].
- Josh Pearlson: Gitarzysta z Kapsztadu, którego odkryto w BandLab[15].
- Rieneke: Wokalistka z Holandii, która udzieliła głosu pomysłowi na gitarę w BandLab[15].
- Marcin Masecki: Muzyk z Polski, który dodał pomysł na piosenkę do potencjalnej kolekcji utworów do współpracy na BandLab[15].
- Cl4pers: Raper z Fort Worth w Teksasie. Wybuchł piosenką „Want Me!” i nadal nie ma wytwórni[16].
- D4vd: Urodzony w Queens i wychowany w Houston artysta spędził większą część młodości, będąc zafascynowanym e-sportem i grami online, do tego stopnia, że jego pierwsza pasja ostatecznie doprowadziła do rozkwitu jego kariery muzycznej[17].

## Minimalne wymagania systemowe
- Android 3.0 lub nowszy
- iOS 14 lub nowszy
- Wersja przeglądarki – komputer, na którym można uruchomić najnowszą wersję przeglądarki Microsoft Edge, Google Chrome, Mozilla Firefox lub dowolnej przeglądarki opartej na silniku Chromium.
- Internet: Do synchronizacji w BandLab wymagane jest połączenie internetowe.